# القرحة المتفطرة
القرحة الفطرية هي بكتريا بطيئة النمو تصيب الجلد والأنسجة تحت الجلد بشكل اعتيادي، مما يؤدي إلى ظهور (عقد، صفائح) غير متقرحة ومتراخية وأضرار متقرحة. تعد قرحة بورولي ثالث أكثر أنواع الفطريات شيوعًا بين البشر بعد السل والجذام. ينمو النوع القرحي (م) على النحو الأمثل على الوسائط الميكروبكتيريولوجية الروتينية عند 33 درجة مئوية ويوضح سيتوكسين المثبط للمناعة والملتهب (مايسولاكتون). تعتبر البكتيريا محبة للجراثيم. ومن شبه المؤكد أن القرحات الكبيرة التي يسببها النوع القرحي (م) قد لاحظها كوك لأول مرة في عام 1897 ؛ ومع ذلك، لم يتم عزل العامل المسبب للمرض وتميزه حتى عام 1948 في أستراليا من قبل ماك كاليوم وشركائه.
إن أضرار مرض النوع القرحي (م) لها عدة مرادفات (على سبيل المثال بيرنزديل أو قرحة سيرل). ربما يكون اسم بورولي هو الأكثر ملاءمة لأسباب تاريخية، لأن مقاطعة أوغندا قامت بدراسة بؤر مهمة للمرض.

## علم الأوبئة وانتقالها
أصبح مصدر نوع القرحة (م) في الطبيعة أكثر وضوحا من البيانات الوبائية ومن النتائج البيولوجية الجزيئية. لأن جميع البؤر الموبوءة الرئيسية هي في الأراضي الرطبة والبلدان الاستوائية أو شبه الاستوائية ، حيث تلعب العوامل البيئية دورا أساسيا في بقاء عامل خاص بأسباب الأمراض. الكوالا والبوسوم حيوانات مصابة بشكل طبيعي في أستراليا ونادرا ما ينتقل المرض من مريض لآخر. الصدمة هي على الأرجح الوسيلة الأكثر شيوعًا التي يتم بها إدخال القرحة إلى الجلد من التلوث السطحي حيث يتأثر الأفراد من جميع الأعمار ولكن أعلى معدلات تكرار الإصابة تكون بين الأطفال دون سن 15 عامًا (يقبل ديباكر وآخرون للنشر).

### المناطق المتفشي فيها المرض وعلاقته بالمياه
في العديد من المناطق، حدثت عدوى بسبب مرض القرحة (م) فقط بعد الاضطراب البيئي الكبير. في الورقة الأصلية التي تصف المرض، المنشورة في عام 1948، تم تقديم أول المرضى في عام 1939 في منطقة بيرنسدال في فيكتوريا ، أستراليا . وفي ديسمبر 1935، كانت هناك فيضانات رهيبة في المنطقة حيث تم قطع جميع الطرق والسكك الحديدية وكان هناك تدمير كبير للممتلكات. وفي أوغندا، درس باركر حالات عدوى مرض القرحة (م) أو (مرض القرحة بورولي) التي حدثت في المنطقة بيسوجا شرق فيكتوريا النيل ، شمال بحيرة فيكتوريا . وعلى الرغم من أن الحالات كانت معروفة في أجزاء أخرى من البلاد، فقد كانت الحالات غير معروفة في المنطقة قبل عام 1965. حيت افترض باركر أن التفشي كان مرتبطًا بالفيضانات الغير المسبوقة لبحيرات أوغندا بين عامي 1962 و 1964 نتيجة هطول الأمطار الغزيرة.
في نيجيريا، حدثت حالات بين القوقازيين الذين يعيشون في حرم جامعة إبادان فقط بعد عام 1965م عندما تم سد تيار صغير يتدفق عبر الحرم الجامعي لإنشاء بحيرة اصطناعية. الحالة الأولى التي تم الإبلاغ عنها في كوت ديفوار كانت صبيًا فرنسيًا عمره سبع سنوات عاش مع والديه بجوار بحيرة كوسو وهي بحيرة اصطناعية في وسط البلاد. في ليبيريا، تم الإبلاغ عن حالات في شمال البلاد وبعد إدخال أرز المستنقعات لتحل محل الأرز المرتفع حيث ارتبطت هذه المقدمة ببناء السدود على نهر العمدة والأراضي الرطبة الممتدة. وفي بابوا غينيا الجديدة ، حدثت عدوى بشكل رئيسي فيما يتعلق بنهري سيبيك وكوموسي. وفي المناطق الأخيرة، يُعرف المرض باسم «قرحة كوموسي». حيث وجد المرض بعد الفيضانات والدمار الذي أعقب ثوران جبل لامينغتون عام 1951م. ووصف ريد كيف أن كبار السن الذين يعيشون في القرى يلومون البركان على المرض. ارتبط اندلاع المرض الأخير في جزيرة فيليب، فيكتوريا في البداية ببناء طريق مما أدى عن غير قصد إلى تشكيل مستنقعات عند منابع مصب النهر والتي قسمها البناء. ومرة أخرى في أستراليا، ارتبطت الزيادة في عدد الحالات بين عامي 1991 و 1994 في فيكتوريا باستخدام مياه الصرف الصحي المعاد تدويرها لري ملعب الجولف.
على الرغم من الاضطرابات البيئية الكبيرة بسبب عمليات التعدين في منابع نهر فلاي، أكبر نهر في بابوا غينيا الجديدة، لم يتم تحديد أي حالات منه، وبالتالي يبدو أن عوامل إضافية يمكن أن تكون مسؤولة إلى جانب الاضطرابات البسيطة، ويمكن أن يكون أحدها تكوين مناطق مائية جديدة حيث تكون المياه راكدة أو بطيئة الحركة ويقال أن التأخير بين سنة أو ثلاث سنوات يحدث بين التغيرات البيئية وهو أول ظهور للمرضى.

### الاختلاف الموسمي
تظهر سلسلة من الدراسات الوبائية وجود تباين موسمي في ظهور حالات قرحة بورولي. ويبدو أن عدد الحالات يزيد خلال فترات الجفاف أو بعد الغمر. حيث من المحتمل أن تكون هذه الظروف مواتية لتطوير هذا النوع من القرحي (م) بسبب تركيز ناقلات المحتملة في المناطق التي يزورها البشر بشكل متكرر.

## طريقة تطور المرض
العامل الرئيسي المحدد للفوعة في النوع القرحي (م) هو ماكروليد مشتق من ماكروليد: مايكولوسوتون. حيث تم عزل مايكولوسوتون في الأصل في عام 1615م عن القرحي (م) وهي عزلة ماليزية، حيث تم العثور أيضًا على وجود جزيئات متطابقة في جزأين من عزلة القرحي (م) من جمهورية الكونغو الديمقراطية وتظهر الأدلة الحديثة أن القرحي (م) في عام 1615م قد نتج عائلة من متجانسات المايسولاكتون والتي تختلف في المقام الأول في عدد مجموعات الهيدروكسيل والروابط المزدوجة.
يبدو أن المايسولاكتون يلعب دورًا رئيسيًا في التسبب في قرحة بيوريولي. وفي الدراسات الحية قاموا باستخدم نموذج خنزير جيني للعدوى تشير إلى أن المايسولاكتون مسؤول عن كل من تلف الأنسجة الواسعة وقمع المناعة الذي يصاحب قرحة بيوريولي. حيث أن نشاط الميكولاكتون على الخلايا الليفية المستزرعة وخطوط الخلايا البلعمية ينتج نمطًا ظاهريًا خلويًا مميزًا والتأثير الأول هو تقريب الخلية والذي يحدث في غضون 10 ساعات بعد إضافة الميكولاكتون إلى الخلايا المستزرعة وفي 36 ساعة يتم القبض على الخلايا المعالجة في جي1 من دورة الخلية وبحلول 72 ساعة تبدأ الخلايا في الموت عن طريق موت الخلايا المبرمج.
يتم إنتاج الماكروليدات البكتيرية كمركبات ثانوية بواسطة بكتيريا التربة، وخاصة البكتيريا مثل ستريبتومايسيس وأنواع الكاشاروبوليسوبورا في ترتيب اكتنومايسيتالس. غالبًا ما يتم إنتاج عدد من الماكروليدات أو المتجانسات ذات الصلة بواسطة عزلة بكتيرية واحدة.

## التشخيص
وفقًا للطرق التقليدية، يتم تحديد البكتيريا الفطرية بشكل أولي من خلال معدل النمو ولون البشرة. قد يوفر هذا التجميع الأولي تحديدًا افتراضيًا للكائن الحي ويوجه اختيار الفحوصات الكيميائية الحيوية الرئيسية لتشخيص بكتيريا غير معروفة.